# Philip Hauge Abelson
Philip Hauge Abelson (Tacoma, Washington, 27 de abril de 1913-1 de agosto de 2004) fue un físico nuclear estadounidense, editor científico, y escritor de divulgación científica.

## Vida

### Formación académica
Philip H. Abelson nació en 1913 en Tacoma, Washington. Asistió a la Universidad Estatal de Washington, donde obtuvo los grados de química y de física, y posteriormente a la Universidad de California, Berkeley (UC Berkeley), donde obtuvo su doctorado en física nuclear.

### Carrera profesional
Como joven físico, trabajó para Ernest Lawrence en la UC Berkeley. Fue uno de los primeros científicos americanos en verificar la fisión nuclear en un artículo enviado a Physical Review en febrero de 1939. Además, colaboró con el Premio Nobel Luis Walter Álvarez en los inicios de la investigación nuclear, y fue codescubridor del neptunio el 8 de junio de 1940 con Edwin McMillan. McMillan fue galardonado con el Premio Nobel por este descubrimiento, junto al de otros elementos.
Abelson fue un personaje clave en el desarrollo del proyecto Manhattan durante la Segunda Guerra Mundial. A pesar de que no estar asociado formalmente al proyecto de la bomba atómica, la técnica de separación de isótopos por difusión térmica en fase líquida. que él desarrolló en las instalaciones de la Marina de Filadelfia se utilizó en la planta S-50 de Oak Ridge, Tennessee, y resultó ser un paso crítico en la creación de grandes cantidades de combustible nuclear necesario para la construcción de bombas atómicas.
Después de la guerra, dirigió su atención a la aplicación de la energía nuclear para la propulsión naval marina, bajo la dirección de Ross Gunn. Aunque no está escrito en un nivel de ingeniería de diseño, escribió el primer informe físico que detalla cómo un reactor nuclear podría ser instalado en un submarino, para proporcionar propulsión y energía eléctrica. Su informe anticipó el papel del submarino nuclear como plataforma de lanzamiento de misiles. Este concepto fue apoyado más tarde por el almirante Hyman G. Rickover y otros. Bajo la dirección de Rickover, el concepto se hizo realidad en forma del prototipo USS Nautilus (SSN-571), el primer submarino nuclear en el mundo.
Desde 1951 hasta 1971 ejerció como director del Laboratorio Geofísico del Instituto Carnegie de Washington, y como presidente desde 1971 a 1978. De 1962 a 1984 fue editor de Science, una de las revistas académicas más prestigiosas, y ocupó el puesto de oficial ejecutivo en funciones en 1974, 1975 y 1984. Desde 1972 hasta 1974 fue nombrado presidente de la Unión Geofísica Americana.

### Opiniones sobre la Ciencia
Abelson fue bien conocido por sus francas opiniones sobre la ciencia. En un editorial publicado en 1964 en la revista Science, Abelson identificó el exceso de especialización en la ciencia como una forma de intolerancia. Expuso su opinión de que la presión hacia la especialización al principio de los estudios de licenciatura y la intensificación durante los programas doctorado tiene el efecto sobre los estudiantes de inducirles a pensar que su área de especialización es la más importante, hasta el extremo de considerar que otras actividades intelectuales no valen nada. Llegó a la conclusión de que tal exceso de especialización conducía a la obsolescencia del propio trabajo personal, a menudo a través de enfocarse sobre aspectos triviales de un campo, y que la evitación de esta intolerancia era esencial para orientar la dirección del trabajo científico de cada uno.
En un artículo de 1965, describió su trabajo en paleobiología y aportó pruebas de aminoácidos recuperados de cientos de fósiles con millones de años de antigüedad. Sobre la base de sus experimentos, estimó que la alanina se mantendría estable durante miles de millones de años.
Tal vez su obra más famosa de este período de tiempo es un editorial titulado "¡Basta ya de pesimismo" ("Basta de pesimismo, que sólo conduce a la parálisis y la decadencia"), que se convirtió en el título de una colección de 100 ensayos.

### Preocupaciones sobre la energía y sus efectos ambientales
Durante la década de 1970 empezó a interesarse por el problema del suministro energético mundial. Entre sus libros sobre el tema están: Energía para el futuro (Energy for Tomorrow, 1975), a partir de una serie de conferencias en la Universidad de Washington, y Energía II: conservación, uso y suministro (Energy II: Use Conservation and Supply). Señaló las posibilidades de la minería de las arenas bituminosas de Atabasca, así como de los esquistos bituminosos de las Montañas Rocosas de Colorado. Además impulsó la conservación y un cambio de actitud hacia el transporte público.
Después de 1984, permaneció asociado a la revista Science. Algunos han afirmado que fue escéptico a principios de la causa del calentamiento global, sobre la base de un editorial en la revista del 31 de marzo de 1990, en la que escribió:

"Si se analiza la situación del calentamiento global aplicando las normas consuetudinarias de la investigación científica se debe concluir que ha sido más un mito que una realidad sólida."

Sin embargo, en 1977 en un informe sobre Energía y Medio Ambiente del Consejo Nacional de Investigación de los Estados Unidos, escribió:

"Lo importante no es que haya diferencias en los modelos, sino que el intervalo de acuerdo para el nivel de dióxido de carbono atmosférico en la última parte del siglo XXII abarca valores de cuatro a ocho veces mayores. Nuestra mejor comprensión de la relación entre el aumento del dióxido de carbono en la atmósfera y el cambio en la temperatura global sugiere un aumento correspondiente en la temperatura media mundial de más de 6 °C, con aumento de la temperatura polar de hasta tres veces esa cifra. Esto excedería con mucho las fluctuaciones de temperatura de los últimos miles de años y, muy probablemente, durante este proceso, se origine un impacto muy significativo en la precipitación global."

-Philip H. Abelson, Thomas F. Malone, copresidentes, Comité de Estudio de Geofísica.

Abelson murió el 1 de agosto de 2004, de complicaciones respiratorias tras una breve enfermedad. Estuvo casado con Neva Abelson, una distinguida investigadora médica, que co-descubrió el test del factor Rh de la sangre (con Louis K. Diamond). Su hija, Ellen Abelson Cherniavsky, trabajó como investigadora sobre aviación de la corporación MITRE en Virginia.

## Premios
Abelson recibió varios reconocimientos importantes, incluyendo la Medalla Nacional de Ciencias en 1987, el Premio al Logro Distinguido de la National Science Foundation, el Premio al Logro Científico de la Asociación Médica Americana, la Medalla al Servicio Civil Distinguido y la Medalla Waldo E. Smith en 1988. En 1992 fue galardonado con la Medalla de Bienestar Público, la más alta distinción de la Academia Nacional de Ciencias. Fue elegido miembro de la Academia Americana de Artes y Ciencias en 1958.
El mineral abelsonita, descubierto en una mina de Utah en 1978, lleva su apellido en reconocimiento a su contribución a la geoquímica orgánica.